# Plagodis atrox
Plagodis atrox là một loài bướm đêm trong họ Geometridae.